# Claudia Matschulla
Claudia Matschulla (* 1960) ist eine deutsche Schauspielerin, Hörspielsprecherin und Drehbuchautorin.

## Leben
Matschulla studierte zunächst Schauspiel an der Universität der Künste in Berlin, wo sie 1984 die Bühnenreifeprüfung erlangte. Für ihre Darstellung in Rudolf Thomes Der Philosoph wurde sie 1989 gemeinsam mit Friederike Tiefenbacher mit dem Golden Horse Award ausgezeichnet. Seit den 2000ern ist Matschulla  verstärkt als Drehbuchautorin aktiv.

## Filmografie (Auswahl)

### Schauspiel
- 1984: 45 Fieber – Die Vier aus der Zwischenzeit
- 1986: Der Drücker
- 1988: Der Philosoph
- 1992: 5 Zimmer, Küche, Bad
- 1995: Keiner liebt mich
- 2012: Rotkäppchen

### Autorin
- 2006: Zwei Millionen suchen einen Vater
- 2010: Geschichten aus den Bergen – Traum meines Lebens
- 2011: Für kein Geld der Welt
- 2014: Die Sache mit der Wahrheit
- 2019: Weihnachten im Schnee
- 2021: Tatort: Masken
- 2021: Alice im Weihnachtsland
- 2022: Ein Taxi zur Bescherung
- 2023: Weihnachtspäckchen ... haben alle zu tragen

## Hörspiele (Auswahl)
Die ARD-Hörspieldatenbank enthält für den Zeitraum von 1984 bis 2009 insgesamt 49 Datensätze, bei denen Claudia Matschulla als Sprecherin geführt wird.
- 1984: Cecilie Løveid: Die Möwenesser (Kristine Larsen) – Regie: Jörg Jannings (Original-Hörspiel – WDR/RIAS Berlin)
- 2001: Nicole Vergin, Peter Schwarz: Die Benders aus dem Zoo (10 Teile) (Marion) – Regie: Susanne Krings (Originalhörspiel, Kinderhörspiel – WDR)
- 2009: Richard von Volkmann-Leander: Als das Wünschen noch geholfen hat ... (Tausendundein Märchen im WDR): Pfeffernüsse und Brummeisen – Bearbeitung und Regie: Uwe Schareck, Uta Reitz (Hörspielbearbeitung – WDR)